# Aylin Yaman
Aylin Yaman (* 1967 in Ankara) ist eine türkische Ärztin, Gesundheitsmanagerin und Politikerin der Cumhuriyet Halk Partisi (CHP), die seit 2023 Mitglied der Großen Nationalversammlung (TBMM) ist.

## Leben
Aylin Yaman, Tochter von Hızır Yaman und dessen Ehefrau Gülsüm Esin Yaman, begann nach dem Besuch der Çankaya-Grundschule in Ankara und des dortigen Kollegs des Türkischen Bildungsverbandes TED (Türk Eğitim Derneği Ankara Koleji) 1985 ein Studium der Medizin an der Medizinischen Fakultät der Universität Ankara (Ankara Üniversitesi), welches sie 1991 beendete. Im Anschluss war sie von 1991 bis 1995 wissenschaftliche Mitarbeiterin in der Abteilung für Physiologie der Universität Ankara. Sie absolvierte 1995 einen dreimonatigen Aufenthalt in der Abteilung für Hämatologie der Wayne State University sowie eine Fortbildung, die sie 1996 als Fachärztin für Physiologie abschloss. 2000 wurde sie Mitglied der Geschäftsführung des Güven-Krankenhauses in Ankara und war als solche zuständig für Patientendienstleistungen, Vorstandsbeziehungen und Qualitätszertifizierung. Nachdem sie zwischen 2008 und 2013 Chefärztin war, wurde sie 2013 Generaldirektorin des Güven-Krankenhauses. Für ihre dortige Tätigkeit erhielt sie die Auszeichnung „Erfolgreichster Gesundheitsmanager des Jahres 2015“ der Fachzeitschrift „Hospital Manager“ und die Auszeichnung „Effizientester Krankenhausbetreiber des Jahres 2017“ der Türkischen Industriellen- und Unternehmerstiftung (Türk Sanayici ve İşadamları Vakfı). 2018 wurde sie Mitglied des Vorstands der Güven-Gesundheitsgruppe (Güven Sağlık Grubu) und war von 2019 bis 2020 Vorsitzende des Vorstands.
Bei der Parlamentswahl am 24. Juni 2018 kandidierte Aylin Yaman, die seit 2015 Mitglied der Cumhuriyet Halk Partisi, in der Provinz Ankara für ein Mandat in der Großen Nationalversammlung, verpasste jedoch den Einzug ins Parlament. Am 26. Juli 2020 wurde sie zum Mitglied des Parteivorstandes gewählt und übernahm die Verantwortung für die Sozialpolitik. Bei der Parlamentswahl am 14. Mai 2023 wurde sie für die CHP für die Provinz Ankara erstmals zum Mitglied der Großen Nationalversammlung TBMM (Türkiye Büyük Millet Meclisi) gewählt und gehört dieser seither an. In der aktuellen 28. Legislaturperiode ist sie seit dem 3. Juni 2023 Mitglied der Kommission für Gesundheit, Familie, Arbeit und Soziales (Sağlık, Aile, Çalışma Ve Sosyal İşler Komisyonu).
Sie ist verheiratet und Mutter zweier Kinder.